# Skellefteå Airport
Skellefteå Airport, (IATA: SFT, ICAO: ESNS) er en regional lufthavn placeret 4 km vest for Bureå, 17 km syd for Skellefteå i Västerbotten i Sverige. I 2009 ekspederede den 205.513 passagerer og 1.864 landinger. 
1. april 2010 overtog Skellefteå Kommune ejerskabet af lufthavnen fra det statsejede Luftfartsverket.
I efteråret 2010 var SASs rute til Stockholm-Arlanda eneste faste destination fra Skellefteå. I perioder er der flere charterafgange til blandt andet Antalya, Rhodos og Hurghada.

## Trafiktal
| År   | Passagerer | % forskel | Landinger | % forskel |
| ---- | ---------- | --------- | --------- | --------- |
| 2009 | 205.513    | 15.1      | 1.864     | 0.1       |
| 2008 | 241.962    | 3         | 1.863     | 17        |
| 2007 | 235.928    | 7         | 2.256     | 2         |
| 2006 | 220.438    | 13        | 2.304     | 3         |
| 2005 | 252.646    | 3         | 2.378     | 1         |